# Temnocerus lindae
Temnocerus lindae là một loài bọ cánh cứng trong họ Rhynchitidae. Loài này được Hamilton miêu tả khoa học năm 1971.